# Прем'єр-міністр Єгипту
Прем'єр-міністр Єгипту (араб. رئيس الوزراء المصرى , رئيس الحكومة) — глава уряду держави Єгипет. Згідно із Конституцією Єгипту, прем'єр-міністр — це, як правило, лідер найбільшої політичної партії в Єгипетському парламенті. Між титм, пост прем'єр-міністра Єгипту від 19 вересня 2015 року займає безпартійний Шериф Ісмаїл.
Наприкінці 1970-х років, в Єгипті було декілька коаліційних урядів, які виявились нестабілними, через боротьбу між Президентом і Прем'єр-міністром. Однак, після 1981 року Національно-демократична партія підтримала більшість в Народній асамблеї і замінила єгипетського Президента.

## Повноваження
За конвенцією, президент контролює питання стосовно міжнародних відносин та оборони країни, а прем'єр-міністр займається повсякденними справами включаючи економіку.
Прем'єр-міністр очолює Кабінет Міністрів, який в свою чергу відіграє головну роль у формуванні порядку денного в парламенті. Він може пропонувати закони та вносити поправки під час парламентських засідань.